# 萨拉萨
萨拉萨（義大利語：Salassa），是意大利都灵省的一个市镇。总面积4955平方公里，人口1767人，人口密度0.4人/平方公里（2009年）。ISTAT代码为001231。